# Özcan Mutlu

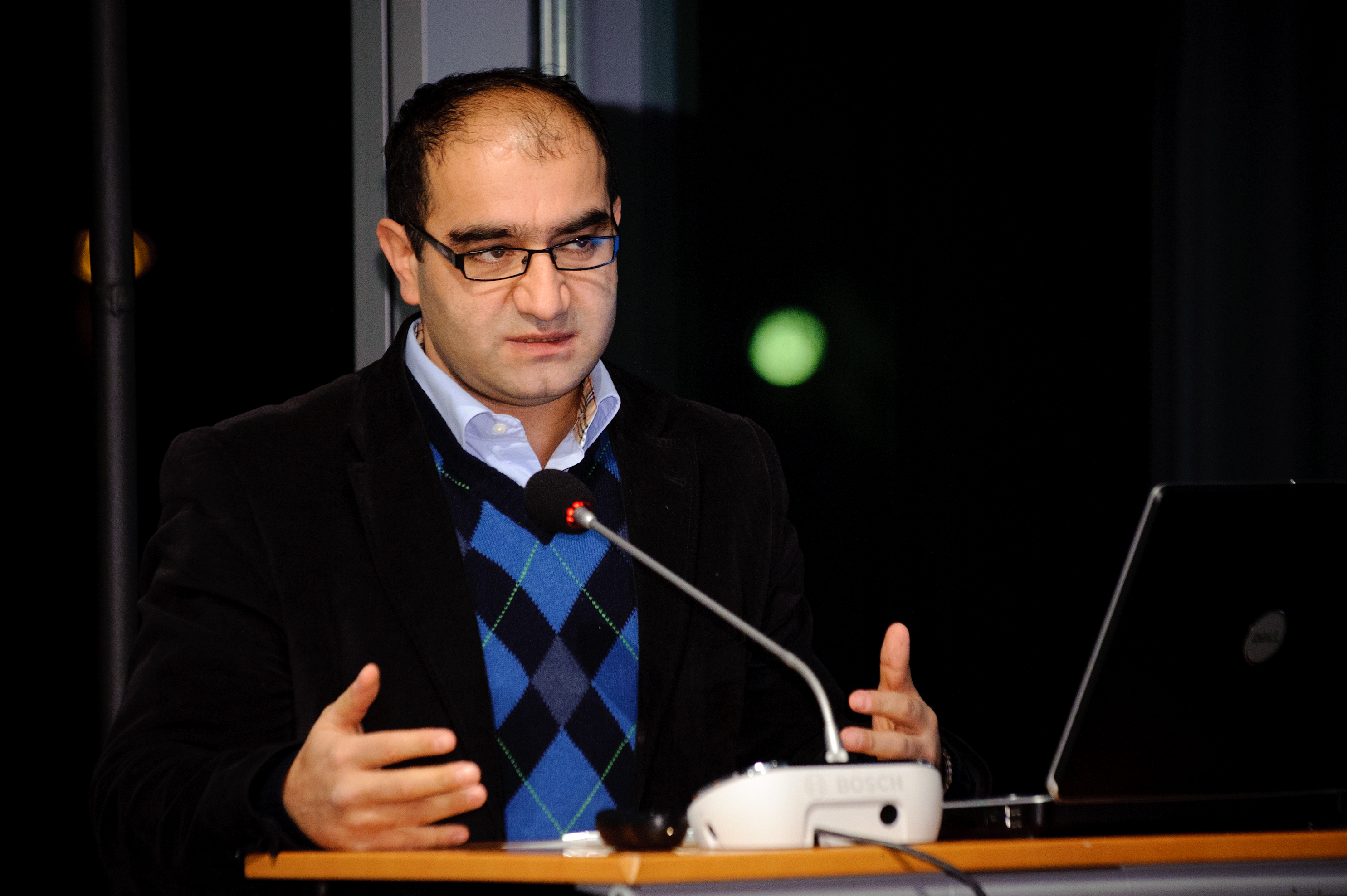
Özcan Mutlu (2013)

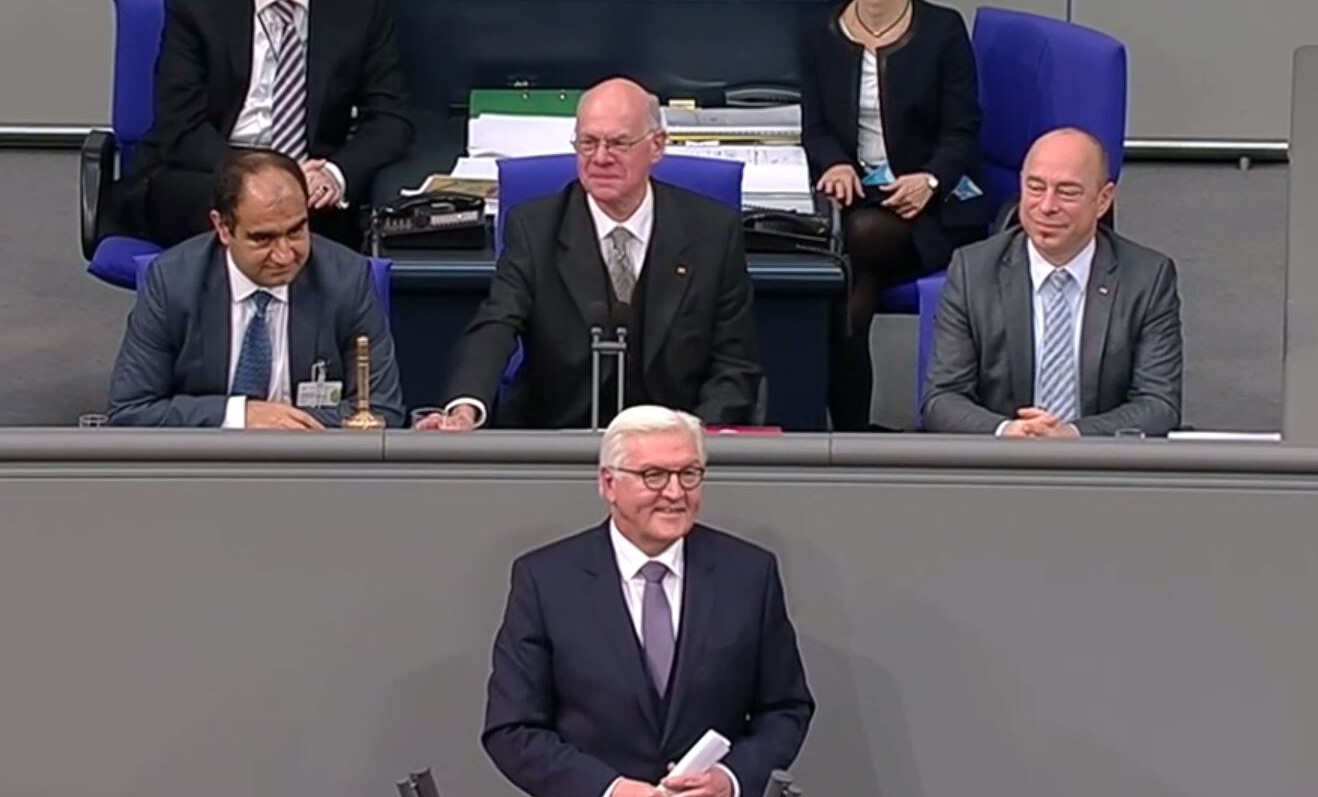
Özcan Mutlu als Präsidiumsmitglied bei der Bundesversammlung zur Wahl des 12. Bundespräsidenten Frank-Walter Steinmeier

Özcan Mutlu (* 10. Januar 1968 in Kelkit, Türkei) ist ein ehemaliger deutscher Politiker (bis 2025 Bündnis 90/Die Grünen) und heutiger Unternehmensberater. Er ist ehrenamtlicher Präsident des Behinderten- und Rehabilitations-Sportverbandes Berlin. Er war Mitglied des 18. Deutschen Bundestages.

## Leben
Mutlu ist alevitisch. Seine Eltern kamen 1973 als Gastarbeiter nach West-Berlin. Mutlu erhielt 1990 die deutsche Staatsangehörigkeit. Er absolvierte von September 1985 bis Februar 1989 eine Ausbildung zum Informationselektroniker an der TU Berlin. Im Anschluss studierte er von 1989 bis 1993 an der Technischen Fachhochschule Berlin (TFH) im Fachbereich Elektrotechnik und schloss als Dipl.-Ing. (FH) der Nachrichtentechnik ab. Ein Praktikum an der Universität von Nebraska (USA) verknüpfte er 1992 mit einem Studienaufenthalt in Omaha (USA). Danach schloss sich von 1993 bis 1999 eine berufliche Tätigkeit als Planungsingenieur in einem Telekommunikationsunternehmen an. Von 2018 bis 2019 war er Mercator Senior Fellow des Istanbul-Policy-Center (IPC).
Im Jahr 2016 gab er das Buch Politik ohne Grenzen: Migrationsgeschichten aus dem Deutschen Bundestag heraus. In dem Buch porträtierte er 22 Abgeordnetenkollegen mit Migrationshintergrund aus allen Fraktionen des 18. Deutschen Bundestags. Der damalige Bundestagspräsident Norbert Lammert schrieb das Vorwort zum Buch, das auch bei der Bundeszentrale für politische Bildung unter demselben Titel erschienen ist. Anlässlich des 60. Jubiläums des Deutsch-Türkischen-Anwerbeabkommens in Oktober 2021 brachte er das Buch 60 Jahre – Wie Deutschland zur Heimat wurde mit einem Vorwort von Bundespräsident Frank-Walter Steinmeier heraus. In dem Buch porträtiert er 27 erfolgreiche Gastarbeiterkinder, wie zum Beispiel das Biontech-Gründerpaar Uğur Şahin und Özlem Türeci.

## Politik
Mutlu wurde im Jahr 1990 Mitglied der Grünen, damals Alternative Liste Berlin. Von Mai 1992 bis Oktober 1999 war er Mitglied der Bezirksverordnetenversammlung des Bezirks Kreuzberg. Von Oktober 1999 bis September 2013 war er Mitglied des Abgeordnetenhauses von Berlin, 1999 und 2006 erhielt er ein Direktmandat und vertrat den Wahlkreis Friedrichshain-Kreuzberg 3 im Abgeordnetenhaus. Mutlu wurde 1999 zum bildungspolitischen Sprecher der Fraktion Bündnis 90/Die Grünen gewählt. Bis 2006 war er zudem Mitglied des Innenausschusses, wo er für Integration und Migrationspolitik zuständig war.
Bei der Bundestagswahl 2009 wurde er durch seine Partei auf Platz 4 der Landesliste nominiert, verpasste jedoch den Einzug in den Bundestag knapp. Mit der Wahl zum Abgeordnetenhaus von Berlin im Oktober 2011 wurde Mutlu als bildungspolitischer Sprecher seiner Fraktion auch stellvertretender Vorsitzender des Bildungsausschusses sowie Mitglied im Ausschuss für Europa- und Bundesangelegenheiten, Berlin-Brandenburg und Medien. Dort war er zuständig für die Europa- und Türkeipolitik seiner Fraktion. Gemeinsam mit dem Berliner Bildungs- und Wissenschaftssenator Jürgen Zöllner, war er maßgeblich an der Sekundarschulreform beteiligt, die zur Fusion der Haupt-, Real- und Gesamtschulen in Berlin führte und so zur Abschaffung des vielgliedrigen Berliner Schulsystem führte.
Im Sommer 2011 geriet er durch umstrittene Vorgänge in die Medien. Am 10. Mai 2013 thematisierte die Berliner Tageszeitung B.Z. den Besuch einer Millî Görüş Koran Lesung mit 3000 Besuchern im Berliner Tempodrom durch Özcan Mutlu und Ilkin Özisik (SPD). Die Autoren Lukas Hermsmeier und Lars Petersen zitieren Mutlu „Ich habe die Gemeinschaft Milli Görüs lange gemieden, nun wollte ich selbst mal schauen, was an den Vorwürfen ist“, so der Abgeordnete zur B.Z. Es sei eine versöhnliche Veranstaltung gewesen, auf der ausschließlich Deutsch gesprochen wurde. Dieser Besuch einer Großveranstaltung des vom bundesdeutschen Verfassungsschutz beobachteten Millî Görüş wurde dann auch am 27. Mai 2013 von Maximilian Popp und Fidelius Schmid im Wochenmagazin Spiegel unter der Überschrift Millionentransfer nach Ankara thematisiert.
Bei der Bundestagswahl 2013 kandidierte Mutlu als Direktkandidat im Bundestagswahlkreis Berlin-Mitte und war zugleich auf Listenplatz 2 der Grünen Bundestagsliste nominiert. Sein Wahlkampf bekam große mediale Beachtung. Entsprechend dem bundesweiten negativen Trend für die Grünen gelang es ihm nicht, ein Direktmandat zu gewinnen. Er zog aber über die Landesliste in den Bundestag ein. Mit der Wahl zum Mitglied des Deutschen Bundestages wurde er auch zum Sprecher für Bildungspolitik und Sprecher für Sportpolitik der Fraktion Bündnis 90/Die Grünen im Deutschen Bundestag und er war zugleich Berichterstatter seiner Fraktion für das Thema Bürgerbeteiligung. Er war Ordentliches Mitglied und Sprecher seiner Fraktion im Sportausschuss und im Ausschuss für Bildung, Forschung und Technikfolgenabschätzung. und Stellv. Vorsitzender der Deutsch-Türkischen-Parlamentsgruppe im Deutschen Bundestag. Während seiner Mitgliedschaft im Deutschen Bundestag war Mutlu wiederholt als Prozess- und Wahlbeobachter in der Türkei.
2017 setzte er sich für die Freilassung des Journalisten Deniz Yücel sowie des Menschenrechtsaktivisten Peter Steudtner ein. Mutlu wurde kritisiert, weil er an der nichtnamentlichen Abstimmung des Bundestags zur Anerkennung des Völkermordes an den Armeniern nicht teilgenommen hat. Jahre später eröffnete Mutlu, seine Familie sei in der Türkei vor der Abstimmung von Sicherheitskräften aufgesucht worden und er habe sich dadurch eingeschüchtert gefühlt.
Bei der Bundestagswahl 2017 trat Mutlu wieder im Bundestagswahlkreis Mitte an. Er musste sich jedoch erneut seiner Konkurrentin von der SPD, Eva Högl, geschlagen geben und konnte auch nicht mehr über die Landesliste in den Bundestag einziehen.
Im November 2019 erhielt er zusammen mit Ekrem İmamoğlu, dem Oberbürgermeister der Stadt Istanbul, und Michael Müller, dem Regierender Bürgermeister von Berlin, den Deutsch-Türkischen-Freundschaftspreis in der Kategorie Politik für seinen Einsatz für den Deutsch-Türkischen Dialog und für seine Aktivitäten im Bereich der Bildung und Integration. Im Mai 2022 gründete er mit Unterstützung des Auswärtigen Amtes den Verband Deutsch-Türkischer-Städtepartnerschaften e. V. (DTSV e. V.) mit Sitz in Berlin. Der Verein fördert und vernetzt kulturelle Beziehungen zwischen Deutschland und der Türkei im Rahmen von Städtepartnerschaften. Mutlu ist insbesondere Gründungsmitglied der Partnerschaften zwischen dem Berliner Bezirk Kreuzberg und Kadıköy, einem Bezirk von Istanbul, Treptow und Tepebaşı in Zentralanatolien, sowie Charlottenburg-Wilmersdorf und Sisli in Istanbul.
Zur Bundestagswahl 2021 verlor er die parteiinterne Abstimmung zur Nominierung im Wahlkreis Berlin-Mitte gegen Hanna Steinmüller und die zur Nominierung auf die Landesliste der Berliner Grünen. Zuvor war ihm von parteiinternen Gegnern vorgeworfen worden, gezielt türkischstämmige Mitglieder zum Beitritt in die Partei anzuwerben, um ihn bei der Nominierung zu unterstützen. Mutlu bestreitet diese Vorwürfe.
Mutlu gab im Januar 2025 seinen Austritt aus der Partei Bündnis 90/Die Grünen nach der Affäre um die Kandidatur von Stefan Gelbhaar bekannt, die ihn an den Umgang mit ihm erinnert habe.

## Mitgliedschaften
- Mitglied der BVV-Kreuzberg (05/1992–10/1999)
- Mitglied des Berliner Abgeordnetenhauses (10/1999–09/2013)
- Mitglied der Mitgliederversammlung der Heinrich-Böll-Stiftung (2005–2013)
- Mitglied des Kuratoriums der Stiftung Lesen[32] (2013–2017)
- Mitglied der Deutschen Parlamentarischen Gesellschaft (seit 2014)
- Mitglied der Deutschen UNESCO Kommission (seit Dez. 2020)
- Präsident des gemeinnützigen Verbands Deutsch-Türkischer-Städtepartnerschaften e. V. (DTSV e. V.) (seit Mai 2022)

## Bücher
- Als Herausgeber: Politik ohne Grenzen: Migrationsgeschichten aus dem Deutschen Bundestag. B & S Siebenhaar Verlag, Berlin 2016, ISBN 978-3-943132-55-7. Auch bei der Bundeszentrale für politische Bildung unter demselben Titel erschienen.
- Als Herausgeber mit Essay: 60 Jahre – Wie Deutschland zur Heimat wurde, mit einem Vorwort von Bundespräsident Frank-Walter Steinmeier, Correctiv Verlag, Essen 2021, ISBN 978-3-948013-15-8. Auch bei der Bundeszentrale für politische Bildung unter demselben Titel erschienen. Auch bei der Bundeszentrale für politische Bildung unter demselben Titel erschienen.
- Als Herausgeber mit Essay (in türkischer Sprache): ALMANYA NASIL VATAN OLDU? – Türkiye-Almanya İşgücü Anlaşması’nın 60. Yılı, Dogan Kitap, Istanbul 2022, ISBN 978-625-8090-38-3.